# Bucculatrix thoracella
Espèce

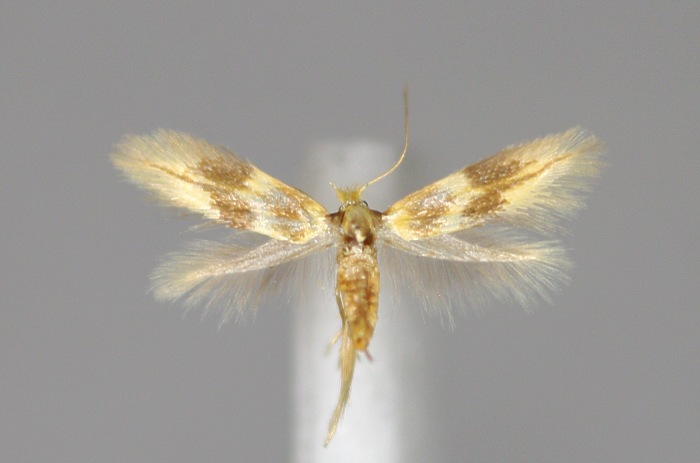
En vol.

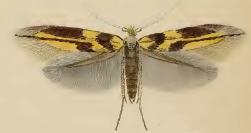
Version plus colorée.

Bucculatrix thoracella est une espèce d'insectes microlépidoptères de la famille des Bucculatricidae. On le trouve un peu partout en Europe (excepté en Irlande, dans la péninsule ibérique et dans la péninsule des Balkans) et au Japon (les îles d'Hokkaido et Honshu).

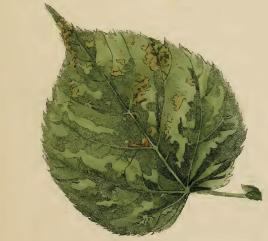
Feuille de tilleul minée et rognée.

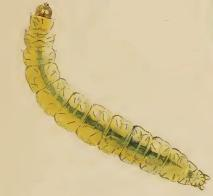
Larve.

## Synonymes
- Tinea thoracella Thunberg, 1794  - protonyme
- Elachista hippocastanella Duponchel, 1840
- Bucculatrix thoracella var. luteiciliella Tengström

## Description
L'envergure est de 6 à 8 mm. les adultes volent en juin et parfois à nouveau en août.
Les chenilles se nourrissent sur les érables (Acer campestre, Acer platanoides, Acer pseudoplatanus), mais également d'autres arbres tels que Aesculus hippocastanum, Alnus, Betula, Carpinus betulus, Fagus sylvatica, Sorbus, Tilia cordata, Tilia platyphyllos et Tilia tomentosa. Elles minent les feuilles de la plante hôte. La galerie ressemble à un petit corridor profond en forme de crochet souvent dans une nervure axillaire avec une chambre larvaire dans les mêmes proportions. Le reste de la galerie est entièrement rempli d'excréments. Très vite, la larve quitte sa galerie et va vivre sur la feuille.